# Aphidius multiarticulatus
Aphidius multiarticulatus är en stekelart som först beskrevs av William Harris Ashmead 1889.  Aphidius multiarticulatus ingår i släktet Aphidius och familjen bracksteklar. Inga underarter finns listade i Catalogue of Life.